# Vermittlungsmonopol
Das Vermittlungsmonopol war in Deutschland bis März 1994 ein Staatsmonopol für die gewerbsmäßige Arbeitsvermittlung und lag bei der Bundesanstalt für Arbeit.

## Allgemeines
Nur der Staat oder die von ihm geschaffenen Behörden waren in Deutschland lange Zeit befugt, offene Stellen an Arbeitsuchende zu vermitteln. Das Monopol für die gewerbsmäßige Arbeitsvermittlung bestand in Deutschland unter der Reichsanstalt für Arbeitsvermittlung und Arbeitslosenversicherung und der Bundesanstalt für Arbeit (BfA) vom 1. Januar 1931 bis zum 31. März 1994. Die BfA besaß das alleinige Recht, Arbeitskräfte an Arbeitgeber zu vermitteln.

## Geschichte
Erstmals wurde das Vermittlungsmonopol mit dem Gesetz über Arbeitsvermittlung und Arbeitslosenversicherung (AVAVG) vom 16. Juli 1927 rechtlich verankert und trat nach einer Übergangsfrist am 1. Januar 1931 in Kraft. Im Jahre 1935 wurde dieses Gesetz verschärft. Es sah in § 210 AVAVG ein strafbewehrtes Verbot privater Arbeitsvermittlung vor. Jedoch konnte die Bundesanstalt für Arbeit Einrichtungen oder Personen mit der Arbeitsvermittlung beauftragen (§ 54 Abs. 1 Satz 1 AVAVG). Diese Sonderregelung wurde beispielsweise bei der Vermittlung von Künstlern und Schauspielern genutzt. 
Das AVAVG wurde im April 1957 neu bekanntgemacht und enthielt das Vermittlungsmonopol nunmehr in § 35 AVAVG. Das Bundesverfassungsgericht (BVerfG) bestätigte im April 1967 die verfassungsmäßige Zulässigkeit dieser Regelungen. Der Kläger hatte sich erfolglos auf die in Art. 12 Abs. 1 Grundgesetz normierte Berufsfreiheit berufen.
Im April 1991 entschied der Europäische Gerichtshof (EuGH), dass dieses Monopol nicht mit EU-Recht vereinbar sei. Seit August 1994 ist private Arbeitsvermittlung in Deutschland erlaubt.

## International
In den meisten Industriestaaten ist die Arbeitsvermittlung privatisiert und nicht staatlich organisiert. Das gilt auch für die Schweiz und in Österreich.